# Collesalvetti
Collesalvetti település Olaszországban, Toszkána régióban, Livorno megyében. Lakosainak száma 16 281 fő (2023. január 1.). Collesalvetti Cascina, Fauglia, Livorno, Orciano Pisano, Rosignano Marittimo, Pisa és Crespina Lorenzana községekkel határos.

## Népesség
A település lakossága az elmúlt években az alábbi módon változott:
| Lakosok száma | 16 705 | 16 693 | 16 281 |
|               | 2017   | 2018   | 2023   |